# I liga argentyńska w piłce nożnej (1985/1986)
Mistrzem Argentyny w sezonie 1985/86 został klub River Plate, natomiast wicemistrzem Argentyny – Newell’s Old Boys. Do Copa Libertadores 1986 zakwalifikowały się następujące kluby:
- River Plate (mistrz Argentyny)
- Boca Juniors (zwycięzca turnieju Pre Libertadores)

Tabela spadkowa zadecydowała o tym, które kluby spadną do drugiej ligi (Primera B Nacional Argentina). Do drugiej ligi spadły dwa kluby – ostatni w tabeli spadkowej Chacarita Juniors oraz po przegranym finale w turnieju Octogonal przedostatni w tabeli CA Huracán. Na ich miejsce awansowały trzy kluby z drugiej ligi – Deportivo Italiano Buenos Aires (zwycięzca turnieju Octogonal) oraz Rosario Central i Racing Club de Avellaneda. Tym sposobem pierwsza liga argentyńska zwiększyła swą liczebność z 19 do 20 klubów.

## Primera división 1985/1986

### Kolejka 1
| Data         | Mecz |
| ------------ | --- |
| 6 lipca 1985 | Instituto Córdoba – Independiente 3:0 Néstor A. De Vicente, Nicolás H. Cuellos, Oscar A. Dertycia                     |
| 6 lipca 1985 | Boca Juniors – Racing Córdoba 3:1 Carlos D. Tapia, Roberto A. Passucci, José L. Irazoqui – Enrique R. Vivanco         |
| 6 lipca 1985 | Gimnasia y Esgrima La Plata – CA Vélez Sarsfield 2:1 Ricardo Kuzemka, Daniel A. Constantino – Jorge A. Comas          |
| 6 lipca 1985 | CA Huracán – Argentinos Juniors 0:1 Jorge M. Olguín (k) mecz rozegrany został na stadionie klubu Atlanta Buenos Aires |
| 6 lipca 1985 | CA Platense – Chacarita Juniors 1:0 Sergio Bufarini                                                                   |
| 6 lipca 1985 | CA Temperley – River Plate 0:1 Luis A. Amuchástegui mecz rozegrany został na stadionie klubu CA Vélez Sarsfield       |
| 6 lipca 1985 | Deportivo Español – Newell’s Old Boys 1:1 Juan M. Sotelo – Sergio O. Almirón                                          |
| 6 lipca 1985 | Ferro Carril Oeste – Talleres Córdoba 1:1 Oscar R. Acosta – Oscar R. Tedini                                           |
| 6 lipca 1985 | Unión Santa Fe – San Lorenzo de Almagro 1:1 Fernando H. Alí – Abelardo Carabelli s                                    |

### Kolejka 2
| Data          | Mecz |
| ------------- | --- |
| 14 lipca 1985 | CA Vélez Sarsfield – Deportivo Español 1:2 José L. Cuciuffo – Carlos A. Acuña, Fabio Andrada Rocha                                            |
| 14 lipca 1985 | Newell’s Old Boys – Boca Juniors 2:0 Sergio O. Almirón, Ariel Cozzoni                                                                         |
| 14 lipca 1985 | Racing Córdoba – Ferro Carril Oeste 0:0 |
| 14 lipca 1985 | Talleres Córdoba – CA Platense 0:0 |
| 14 lipca 1985 | Chacarita Juniors – CA Temperley 1:3 Rubén A. Bouza – Miguel A. Bordón (2), Mario Finarolli mecz rozegrany został na stadionie klubu CA Tigre |
| 14 lipca 1985 | River Plate – Instituto Córdoba 1:0 Enzo Francescoli                                                                                          |
| 14 lipca 1985 | Independiente – CA Huracán 1:2 Claudio Marangoni – Orlando F. Jara (2)                                                                        |
| 14 lipca 1985 | Argentinos Juniors – Unión Santa Fe 2:0 Emilio N. Commisso, Carlos Ereros mecz rozegrany został na stadionie klubu Ferro Carril Oeste         |
| 14 lipca 1985 | San Lorenzo de Almagro – Estudiantes La Plata 0:1 Guillermo Trama mecz rozegrany został na stadionie klubu Boca Juniors                       |

### Kolejka 3
| Data          | Mecz                                                                                                |
| ------------- | --------------------------------------------------------------------------------------------------- |
| 21 lipca 1985 | Estudiantes La Plata – Argentinos Juniors 0:1 José A. Castro                                        |
| 21 lipca 1985 | Unión Santa Fe – Independiente 0:1 Alejandro Barberón                                               |
| 21 lipca 1985 | CA Huracán – River Plate 0:1 Enzo Francescoli                                                       |
| 21 lipca 1985 | Instituto Córdoba – Chacarita Juniors 1:1 Néstor A. De Vicente – Leonardo F. Itabel                 |
| 21 lipca 1985 | CA Temperley – Talleres Córdoba 3:0 Adriano T. Custodio Mendes, Miguel A. Ballejo, Cristian Guaita  |
| 21 lipca 1985 | CA Platense – Racing Córdoba 0:0                                                                    |
| 21 lipca 1985 | Ferro Carril Oeste – Newell’s Old Boys 0:0                                                          |
| 21 lipca 1985 | Boca Juniors – CA Vélez Sarsfield 2:2 Alfredo Graciani (2) – Osvaldo I. Coloccini, José L. Cuciuffo |
| 21 lipca 1985 | Deportivo Español – Gimnasia y Esgrima La Plata 1:0 Luis A. Correa                                  |

### Kolejka 4
| Data          | Mecz |
| ------------- | --- |
| 28 lipca 1985 | Gimnasia y Esgrima La Plata – Boca Juniors 0:6 Ivar Stafuzza, Carlos D. Tapia (2), Ramón M. Centurión (3)                |
| 28 lipca 1985 | CA Vélez Sarsfield – Ferro Carril Oeste 0:4 José L. Cuciuffo s, Claudio Crocco, Oscar R. Acosta, Hugo Noremberg          |
| 28 lipca 1985 | Newell’s Old Boys – CA Platense 1:0 Sergio O. Almirón                                                                    |
| 28 lipca 1985 | Racing Córdoba – CA Temperley 5:1 Humberto R. Bravo (2), Atilio Oyola (3, 2k) – Miguel A. Bordón                         |
| 28 lipca 1985 | Talleres Córdoba – Instituto Córdoba 0:0                                                                                 |
| 28 lipca 1985 | Chacarita Juniors – CA Huracán 0:0                                                                                       |
| 28 lipca 1985 | River Plate – Unión Santa Fe 1:1 Carlos J. Karabín – Claudio A. Mir                                                      |
| 28 lipca 1985 | Independiente – Estudiantes La Plata 0:1 Daniel E. Rodríguez                                                             |
| 28 lipca 1985 | Argentinos Juniors – San Lorenzo de Almagro 1:0 Renato Corsi mecz rozegrany został na stadionie klubu Ferro Carril Oeste |

### Kolejka 5
| Data            | Mecz |
| --------------- | --- |
| 4 sierpnia 1985 | San Lorenzo de Almagro – Independiente 0:1 Ricardo Bochini mecz rozegrany został na stadionie klubu Atlanta Buenos Aires      |
| 4 sierpnia 1985 | Estudiantes La Plata – River Plate 1:3 Daniel E. Rodríguez – Enzo Francescoli (2), Luis A. Amuchástegui                       |
| 4 sierpnia 1985 | Unión Santa Fe – Chacarita Juniors 0:1 Víctor H. Crema                                                                        |
| 4 sierpnia 1985 | CA Huracán – Talleres Córdoba 1:1 Christian Angeletti – Miguel A. Ludueña                                                     |
| 4 sierpnia 1985 | Instituto Córdoba – Racing Córdoba 2:1 Néstor A. De Vicente, Pascual A. Noriega s – Richard E. Tavares                        |
| 4 sierpnia 1985 | CA Temperley – Newell’s Old Boys 2:2 Hugo N. Lacava Schell, Miguel A. Ballejo – Gerardo Martino, Ariel Cozzoni                |
| 4 sierpnia 1985 | CA Platense – CA Vélez Sarsfield 2:2 Roberto B. Vega, Alejandro Alfaro Moreno – Gerardo Rojo, Vicente Cortina Durá            |
| 4 sierpnia 1985 | Ferro Carril Oeste – Gimnasia y Esgrima La Plata 1:0 Oscar A. Garré                                                           |
| 4 sierpnia 1985 | Boca Juniors – Deportivo Español 2:2 José L. Irazoqui, Ramón M. Centurión (k) – Norberto H. D’Angelo (k), Fabio Andrada Rocha |

### Kolejka 6
| Data             | Mecz |
| ---------------- | --- |
| 11 sierpnia 1985 | Deportivo Español – Ferro Carril Oeste 2:0 Fabio Andrada Rocha, Fernando Donaires                                      |
| 11 sierpnia 1985 | Gimnasia y Esgrima La Plata – CA Platense 1:0 Osvaldo Ingrao                                                           |
| 11 sierpnia 1985 | CA Vélez Sarsfield – CA Temperley 0:0                                                                                  |
| 11 sierpnia 1985 | Newell’s Old Boys – Instituto Córdoba 1:1 Sergio O. Almirón – Oscar Dertycia                                           |
| 11 sierpnia 1985 | Racing Córdoba – CA Huracán 3:0 Humberto R. Bravo (2), Atilio Oyola                                                    |
| 11 sierpnia 1985 | Talleres Córdoba – Unión Santa Fe 0:0                                                                                  |
| 11 sierpnia 1985 | Chacarita Juniors – Estudiantes La Plata 0:1 José R. Iglesias                                                          |
| 11 sierpnia 1985 | River Plate – San Lorenzo de Almagro 3:1 Enzo Francescoli (k), Norberto Alonso, Héctor A. Enrique – Rubén D. Insúa (k) |
| 11 sierpnia 1985 | Independiente – Argentinos Juniors 1:2 José A. Percudani – Armando Dely Valdés (2)                                     |

### Kolejka 7
| Data             | Mecz |
| ---------------- | --- |
| 18 sierpnia 1985 | Argentinos Juniors – River Plate 0:0 mecz rozegrany został na stadionie klubu CA Vélez Sarsfield                                                              |
| 18 sierpnia 1985 | San Lorenzo de Almagro – Chacarita Juniors 3:1 Walter Perazzo (2), Rubén D. Insúa (k) – Víctor H. Crema mecz rozegrany został na stadionie klubu Boca Juniors |
| 18 sierpnia 1985 | Estudiantes La Plata – Talleres Córdoba 0:0 |
| 18 sierpnia 1985 | Unión Santa Fe – Racing Córdoba 3:0 Fernando H. Alí (2), Mario Cariaga                                                                                        |
| 18 sierpnia 1985 | CA Huracán – Newell’s Old Boys 0:1 José M. Bianco |
| 18 sierpnia 1985 | Instituto Córdoba – CA Vélez Sarsfield 1:0 Néstor A. De Vicente                                                                                               |
| 18 sierpnia 1985 | CA Temperley – Gimnasia y Esgrima La Plata 1:1 Raúl H. Grimoldi – Carlos A. Carrió                                                                            |
| 18 sierpnia 1985 | CA Platense – Deportivo Español 1:1 Luis R. Abdeneve – José L. Rodríguez                                                                                      |
| 18 sierpnia 1985 | Ferro Carril Oeste – Boca Juniors 1:1 Claudio Crocco – Carlos D. Tapia                                                                                        |

### Kolejka 8
| Data             | Mecz |
| ---------------- | --- |
| 25 sierpnia 1985 | Boca Juniors – CA Platense 2:2 José L. Irazoqui, Roberto A. Passucci – Luis R. Abdeneve, Carlos A. Alfaro Moreno |
| 25 sierpnia 1985 | Deportivo Español – CA Temperley 2:0 José L. Rodríguez (2)                                                       |
| 25 sierpnia 1985 | Gimnasia y Esgrima La Plata – Instituto Córdoba 1:0 Carlos G. Russo                                              |
| 25 sierpnia 1985 | CA Vélez Sarsfield – CA Huracán 2:0 Fabián A. Vázquez, Víctor A. Lucero                                          |
| 25 sierpnia 1985 | Newell’s Old Boys – Unión Santa Fe 2:0 Juan M. Llop, Ariel Cozzoni                                               |
| 25 sierpnia 1985 | Racing Córdoba – Estudiantes La Plata 1:1 Richard E. Tavares – José M. Vieta                                     |
| 25 sierpnia 1985 | Talleres Córdoba – San Lorenzo de Almagro 3:0 Walter Fiori, Miguel A. Oviedo (k), Mario E. Bevilaqua             |
| 25 sierpnia 1985 | Chacarita Juniors – Argentinos Juniors 1:2 Carlos A. Carrizo – Armando Dely Valdés, Horacio A. Peralta           |
| 25 sierpnia 1985 | River Plate – Independiente 0:1 José A. Percudani                                                                |

### Kolejka 9
| Data            | Mecz |
| --------------- | --- |
| 1 września 1985 | Independiente – Chacarita Juniors 1:0 José A. Percudani |
| 1 września 1985 | Argentinos Juniors – Talleres Córdoba 0:6 Oscar R. Tedini (2), Mario E. Bevilaqua (2), Renato Corsi s, Miguel A. Oviedo (k) mecz rozegrany został na stadionie klubu Ferro Carril Oeste |
| 1 września 1985 | San Lorenzo de Almagro – Racing Córdoba 1:1 Walter Perazzo – Humberto R. Bravo mecz rozegrany został na stadionie klubu Boca Juniors                                                    |
| 1 września 1985 | Estudiantes La Plata – Newell’s Old Boys 0:0 |
| 1 września 1985 | Unión Santa Fe – CA Vélez Sarsfield 1:0 Marcos Capocetti (k) |
| 1 września 1985 | CA Huracán – Gimnasia y Esgrima La Plata 1:1 Christian Angeletti (k) – Carlos A. Carrió                                                                                                 |
| 1 września 1985 | Instituto Córdoba – Deportivo Español 1:1 Arsenio R. Benítez – Luis R. Moreno |
| 1 września 1985 | CA Temperley – Boca Juniors 2:2 Christian Guaita, Mario Finarolli – Roberto A. Pasucci, Ramón M. Centurión                                                                              |
| 1 września 1985 | CA Platense – Ferro Carril Oeste 1:1 Luis Abdeneve – Hugo Noremberg |

### Kolejka 10
| Data            | Mecz                                                                                               |
| --------------- | -------------------------------------------------------------------------------------------------- |
| 8 września 1985 | Ferro Carril Oeste – CA Temperley 1:1 Hugo Noremberg – Claudio Cristofanelli s                     |
| 8 września 1985 | Boca Juniors – Instituto Córdoba 3:1 José L. Irazoqui (2), Ramón M. Centurión – Oscar Dertycia (k) |
| 8 września 1985 | Deportivo Español – CA Huracán 2:1 Fabio Andrada Rocha, José L. Rodríguez – Claudio O. García      |
| 8 września 1985 | Gimnasia y Esgrima La Plata – Unión Santa Fe 1:1 Omar Bastía – Fernando H. Alí                     |
| 8 września 1985 | CA Vélez Sarsfield – Estudiantes La Plata 2:1 José L. Cuciuffo, Jorge A. Jansa – José D. Ponce     |
| 8 września 1985 | Newell’s Old Boys – San Lorenzo de Almagro 1:2 Rubén D. Ciraolo – Alberto Bica (2)                 |
| 8 września 1985 | Racing Córdoba – Argentinos Juniors 0:0                                                            |
| 8 września 1985 | Talleres Córdoba – Independiente 2:1 Miguel A. Oviedo (k), Oscar R. Tedini – Osvaldo S. Escudero   |
| 8 września 1985 | Chacarita Juniors – River Plate 0:2 Néstor R. Gorosito, Enzo Francescoli                           |

### Kolejka 11
| Data             | Mecz |
| ---------------- | --- |
| 15 września 1985 | Independiente – Racing Córdoba 1:0 José A. Percudani                                                                             |
| 15 września 1985 | Argentinos Juniors – Newell’s Old Boys 1:0 Juan J. López (k) mecz rozegrany został na stadionie klubu Ferro Carril Oeste         |
| 15 września 1985 | River Plate – Talleres Córdoba 2:0 Roque R. Alfaro, Enzo Francescoli                                                             |
| 15 września 1985 | Estudiantes La Plata – Gimnasia y Esgrima La Plata 1:0 José D. Ponce                                                             |
| 15 września 1985 | Unión Santa Fe – Deportivo Español 1:0 Julio C. Gaona                                                                            |
| 15 września 1985 | CA Huracán – Boca Juniors 1:2 Claudio O. García – Roberto A. Passucci, Julio J. Olarticoechea                                    |
| 15 września 1985 | Instituto Córdoba – Ferro Carril Oeste 1:0 Oscar Dertycia                                                                        |
| 15 września 1985 | CA Temperley – CA Platense 3:0 Raúl H. Grimoldi, Julio A. Pavón s, Miguel A. Ballejo                                             |
| 17 września 1985 | San Lorenzo de Almagro – CA Vélez Sarsfield 2:0 Walter Perazzo (2) mecz rozegrany został na stadionie klubu Atlanta Buenos Aires |

### Kolejka 12
| Data             | Mecz |
| ---------------- | --- |
| 22 września 1985 | CA Platense – Instituto Córdoba 2:1 Blas A. Giunta, Carlos A. Alfaro Moreno – Nicolás H. Cuellos                        |
| 22 września 1985 | Ferro Carril Oeste – CA Huracán 2:2 Esteban F. González, Carlos A. Arregui – Carlos A. Mendoza, Christian Angeletti (k) |
| 22 września 1985 | Boca Juniors – Unión Santa Fe 2:1 Alfredo Graciani, Carlos D. Tapia – Marcos Capocetti                                  |
| 22 września 1985 | Deportivo Español – Estudiantes La Plata 1:0 José L. Rodríguez                                                          |
| 22 września 1985 | Gimnasia y Esgrima La Plata – San Lorenzo de Almagro 0:0                                                                |
| 22 września 1985 | CA Vélez Sarsfield – Argentinos Juniors 0:0                                                                             |
| 22 września 1985 | Newell’s Old Boys – Independiente 0:2 Ricardo Giusti, Alejandro Barberón                                                |
| 22 września 1985 | Racing Córdoba – River Plate 1:1 Marcelo D. Quiñonez – Enzo Francescoli                                                 |
| 22 września 1985 | Talleres Córdoba – Chacarita Juniors 2:0 José D. Valencia, Mario Bevilaqua                                              |

### Kolejka 13
| Data             | Mecz |
| ---------------- | --- |
| 29 września 1985 | Chacarita Juniors – Racing Córdoba 0:0 |
| 29 września 1985 | River Plate – Newell’s Old Boys 5:1 Enzo Francescoli (k), Claudio Morresi (2), Luis A. Amuchástegui (2) – Sergio O. Almirón (k)                   |
| 29 września 1985 | Independiente – CA Vélez Sarsfield 0:0 |
| 29 września 1985 | Argentinos Juniors – Gimnasia y Esgrima La Plata 1:1 Carlos A. Mayor – Omar A. Bastía mecz rozegrany został na stadionie klubu Ferro Carril Oeste |
| 29 września 1985 | San Lorenzo de Almagro – Deportivo Español 2:0 Gustavo Echaniz (2) mecz rozegrany został na stadionie klubu Boca Juniors                          |
| 29 września 1985 | Estudiantes La Plata – Boca Juniors 0:1 Carlos D. Tapia                                                                                           |
| 29 września 1985 | Unión Santa Fe – Ferro Carril Oeste 1:1 Pablo M. Cárdenas – Oscar R. Acosta                                                                       |
| 29 września 1985 | CA Huracán – CA Platense 1:2 Christian Angeletti (k) – Sergio Bufarini, Luis Abdeneve                                                             |
| 29 września 1985 | Instituto Córdoba – CA Temperley 3:0 Nicolás Cuellos, Oscar Dertycia (2)                                                                          |

### Kolejka 14
| Data                | Mecz |
| ------------------- | --- |
| 6 października 1985 | CA Temperley – CA Huracán 1:1 Christian Guaita – Claudio O. García                                                            |
| 6 października 1985 | CA Platense – Unión Santa Fe 1:2 Ricardo Dabrowski – Mario Alberto, Juan R. Comas                                             |
| 6 października 1985 | Ferro Carril Oeste – Estudiantes La Plata 2:1 Hugo Noremberg, Esteban F. González – Guillermo Trama                           |
| 6 października 1985 | Boca Juniors – San Lorenzo de Almagro 1:2 Roberto Passucci – Walter Perazzo (2)                                               |
| 6 października 1985 | Deportivo Español – Argentinos Juniors 2:0 Fabio Andrada Rocha, Carlos A. Acuña                                               |
| 6 października 1985 | Gimnasia y Esgrima La Plata – Independiente 2:1 Gabriel P. Pedrazzi, Carlos A. Carrió – Jorge O. López                        |
| 6 października 1985 | CA Vélez Sarsfield – River Plate 1:4 Fabián A. Vázquez – Carlos Fren s, Enzo Francescoli, Américo R. Gallego, Claudio Morresi |
| 6 października 1985 | Newell’s Old Boys – Chacarita Juniors 3:0 Juan M. Llop, Ariel Cozzoni (2)                                                     |
| 6 października 1985 | Racing Córdoba – Talleres Córdoba 1:2 Omar J. Cabral – Oscar R. Tedini, José D. Valencia                                      |

### Kolejka 15
| Data                 | Mecz |
| -------------------- | --- |
| 13 października 1985 | Talleres Córdoba – Newell’s Old Boys 0:0                                                                                     |
| 13 października 1985 | Chacarita Juniors – CA Vélez Sarsfield 0:2 Víctor A. Lucero, Norberto Outes                                                  |
| 13 października 1985 | River Plate – Gimnasia y Esgrima La Plata 2:0 Luis A. Amuchástegui, Enzo Francescoli (k)                                     |
| 13 października 1985 | Independiente – Deportivo Español 0:1 Fabio Andrada Rocha                                                                    |
| 13 października 1985 | Argentinos Juniors – Boca Juniors 1:0 Horacio A. Peralta mecz rozegrany został na stadionie klubu Ferro Carril Oeste         |
| 13 października 1985 | San Lorenzo de Almagro – Ferro Carril Oeste 2:0 Walter Perazzo (2, 1k) mecz rozegrany został na stadionie klubu Boca Juniors |
| 13 października 1985 | Estudiantes La Plata – CA Platense 2:1 José R. Iglesias (2) – Sergio Bufarini                                                |
| 13 października 1985 | Unión Santa Fe – CA Temperley 1:1 Fernando H. Alí – Miguel A. Ballejos                                                       |
| 13 października 1985 | CA Huracán – Instituto Córdoba 1:1 Osvaldo H. Damiano – Osvaldo R. Mattei                                                    |

### Kolejka 16
| Data                 | Mecz |
| -------------------- | --- |
| 20 października 1985 | Instituto Córdoba – Unión Santa Fe 1:0 Enrique R. Nieto |
| 20 października 1985 | CA Temperley – Estudiantes La Plata 0:2 Rubén J. Agüero, José R. Iglesias |
| 20 października 1985 | CA Platense – San Lorenzo de Almagro 0:1 Jorge N. Higuaín mecz rozegrany został na stadionie klubu Atlanta Buenos Aires                                                                    |
| 20 października 1985 | Boca Juniors – Independiente 0:3 Gerardo M. Reinoso, Osvaldo S. Escudero, Claudio Marangoni                                                                                                |
| 20 października 1985 | Deportivo Español – River Plate 2:2 Luis O. Ibarra, José L. Rodríguez – Enzo Francescoli, Claudio Morresi mecz rozegrany został na stadionie klubu Ferro Carril Oeste                      |
| 20 października 1985 | Gimnasia y Esgrima La Plata – Chacarita Juniors 1:1 Carlos A. Carrió – Rubén A. Bouza |
| 20 października 1985 | CA Vélez Sarsfield – Talleres Córdoba 2:4 Víctor A. Lucero, Norberto Outes – Mario Bevilaqua (2), Walter Fiori (2) według RSSSF mecz rozegrany został na stadionie klubu Deportivo Español |
| 20 października 1985 | Newell’s Old Boys – Racing Córdoba 3:1 Juan M. Llop, Sergio O. Almirón, Ariel Cozzoni – Pascual A. Noriega                                                                                 |
| 31 października 1985 | Ferro Carril Oeste – Argentinos Juniors 2:1 Carlos A. Arregui, Jorge A. Brandoni – Jorge C. Pellegrini                                                                                     |

### Kolejka 17
| Data                 | Mecz |
| -------------------- | --- |
| 27 października 1985 | Racing Córdoba – CA Vélez Sarsfield 0:0 |
| 27 października 1985 | Talleres Córdoba – Gimnasia y Esgrima La Plata 0:1 Víctor H. Andrada                                                                            |
| 27 października 1985 | Chacarita Juniors – Deportivo Español 3:1 Carlos I. Olarán, Juan C. Grosso, Oscar A. Fonseca Gomes – Néstor A. Sassone                          |
| 27 października 1985 | River Plate – Boca Juniors 1:0 Alejandro A. Montenegro                                                                                          |
| 27 października 1985 | Independiente – Ferro Carril Oeste 0:1 Daniel O. Fernández                                                                                      |
| 27 października 1985 | Argentinos Juniors – CA Platense 0:0 mecz rozegrany został na stadionie klubu Ferro Carril Oeste                                                |
| 27 października 1985 | San Lorenzo de Almagro – CA Temperley 4:0 Walter Perazzo (2), Norberto Ortega Sánchez (2) mecz rozegrany został na stadionie klubu Boca Juniors |
| 27 października 1985 | Estudiantes La Plata – Instituto Córdoba 0:0 |
| 27 października 1985 | Unión Santa Fe – CA Huracán 0:1 Claudio O. García                                                                                               |

### Kolejka 18
| Data             | Mecz |
| ---------------- | --- |
| 4 listopada 1985 | CA Huracán – Estudiantes La Plata 1:3 Christian Angeletti (k) – Daniel A. Rodríguez (2), Alfredo Llane                                     |
| 4 listopada 1985 | Instituto Córdoba – San Lorenzo de Almagro 0:0                                                                                             |
| 4 listopada 1985 | CA Temperley – Argentinos Juniors 2:0 Jorge R. Cragno, Miguel A. Ballejo według RSSSF mecz rozegrany został na stadionie klubu CA Banfield |
| 4 listopada 1985 | CA Platense – Independiente 1:2 Claudio J. Viscovich – Ricardo Giusti, Ricardo Bochini                                                     |
| 4 listopada 1985 | Ferro Carril Oeste – River Plate 2:1 Esteban F. González (2, 1k) – Enzo Francescoli                                                        |
| 4 listopada 1985 | Boca Juniors – Chacarita Juniors 2:2 José L. Brown (k), Gustavo Torres – Sergio A. Escudero, Leonardo F. Itabel                            |
| 4 listopada 1985 | Deportivo Español – Talleres Córdoba 1:0 José L. Rodríguez                                                                                 |
| 4 listopada 1985 | Gimnasia y Esgrima La Plata – Racing Córdoba 1:0 Ricardo Kusemka                                                                           |
| 4 listopada 1985 | CA Vélez Sarsfield – Newell’s Old Boys 1:0 Jorge A. Comas                                                                                  |

### Kolejka 19
| Data             | Mecz |
| ---------------- | --- |
| 9 listopada 1985 | Newell’s Old Boys – Gimnasia y Esgrima La Plata 1:1 Ariel Cozzoni – Carlos G. Russo                                       |
| 9 listopada 1985 | Racing Córdoba – Deportivo Español 1:1 Atilio Oyola (k) – Fabio Andrada Rocha                                             |
| 9 listopada 1985 | Talleres Córdoba – Boca Juniors 2:0 Oscar R. Tedini, Héctor A. Chazarreta                                                 |
| 9 listopada 1985 | Chacarita Juniors – Ferro Carril Oeste 2:1 Víctor H. Crema, Leonardo F. Itabel – Esteban F. González                      |
| 9 listopada 1985 | River Plate – CA Platense 3:1 Claudio Morresi (2), Enzo Francescoli – Alejandro Nannini                                   |
| 9 listopada 1985 | Independiente – CA Temperley 2:0 Ricardo Bochini (2)                                                                      |
| 9 listopada 1985 | Argentinos Juniors – Instituto Córdoba 1:0 Emilio N. Commisso mecz rozegrany został na stadionie klubu Ferro Carril Oeste |
| 9 listopada 1985 | San Lorenzo de Almagro – CA Huracán 0:0 mecz rozegrany został na stadionie klubu Boca Juniors                             |
| 9 listopada 1985 | Estudiantes La Plata – Unión Santa Fe 0:1 Fernando H. Alí                                                                 |

### Kolejka 20
| Data              | Mecz |
| ----------------- | --- |
| 24 listopada 1985 | San Lorenzo de Almagro – Unión Santa Fe 1:1 Juan J. Sánchez – Mario Alberto mecz rozegrany został na stadionie klubu Boca Juniors     |
| 24 listopada 1985 | Argentinos Juniors – CA Huracán 0:0 mecz rozegrany został na stadionie klubu Ferro Carril Oeste                                       |
| 24 listopada 1985 | Independiente – Instituto Córdoba 0:1 Ricardo N. Rentera                                                                              |
| 24 listopada 1985 | River Plate – CA Temperley 6:0 Alejandro A. Montenegro, Enzo Francescoli (k), Claudio Morresi (2), Néstor R. Gorosito, Jorge Villazán |
| 24 listopada 1985 | Chacarita Juniors – CA Platense 0:0                                                                                                   |
| 24 listopada 1985 | Talleres Córdoba – Ferro Carril Oeste 1:1 Miguel A. Juárez – Jorge A. Martín                                                          |
| 24 listopada 1985 | Racing Córdoba – Boca Juniors 0:1 Alfredo Graciani                                                                                    |
| 24 listopada 1985 | Newell’s Old Boys – Deportivo Español 1:1 Jorge R. Pautasso – José A. Batista                                                         |
| 24 listopada 1985 | CA Vélez Sarsfield – Gimnasia y Esgrima La Plata 2:2 Eduardo Hernández, Mario B. Lucca – Gabriel P. Pedrazzi (2)                      |

### Kolejka 21
| Data           | Mecz |
| -------------- | --- |
| 1 grudnia 1985 | Deportivo Español – CA Vélez Sarsfield 3:0 Fabio O. Andrada Rocha, José A. Batista, José L. Rodríguez                                                        |
| 1 grudnia 1985 | Boca Juniors – Newell’s Old Boys 0:0 |
| 1 grudnia 1985 | Ferro Carril Oeste – Racing Córdoba 7:1 Jorge A. Martín (2), Jorge A. Brandoni, Esteban F. González (2), Oscar A. Garré, Roberto W. Gargini – Omar J. Cabral |
| 1 grudnia 1985 | CA Platense – Talleres Córdoba 1:0 Blas A. Giunta |
| 1 grudnia 1985 | CA Temperley – Chacarita Juniors 1:1 Miguel A. Bordón – Sergio A. Escudero                                                                                   |
| 1 grudnia 1985 | Instituto Córdoba – River Plate 0:0 |
| 1 grudnia 1985 | CA Huracán – Independiente 1:2 Claudio O. García – Ricardo Bochini, Osvaldo S. Escudero                                                                      |
| 1 grudnia 1985 | Unión Santa Fe – Argentinos Juniors 1:0 Fernando H. Alí |
| 1 grudnia 1985 | Estudiantes La Plata – San Lorenzo de Almagro 0:1 Norberto Ortega Sánchez                                                                                    |

### Kolejka 22
| Data           | Mecz |
| -------------- | --- |
| 8 grudnia 1985 | Independiente – Unión Santa Fe 3:0 Sergio Merlini, Osvaldo S. Escudero (2)                                                                                           |
| 8 grudnia 1985 | River Plate – CA Huracán 0:0 |
| 8 grudnia 1985 | Chacarita Juniors – Instituto Córdoba 1:0 Leonardo F. Itabel |
| 8 grudnia 1985 | Talleres Córdoba – CA Temperley 2:2 Mario Bevilaqua (2) – Dario Siviski, Mario Finarolli                                                                             |
| 8 grudnia 1985 | Racing Córdoba – CA Platense 3:1 Atilio Oyola (2, 1k), Miguel A. Barrios – Daniel Leani                                                                              |
| 8 grudnia 1985 | Newell’s Old Boys – Ferro Carril Oeste 1:0 Jorge W. Theiler |
| 8 grudnia 1985 | CA Vélez Sarsfield – Boca Juniors 5:2 Fabián A. Vázquez, Juan J. Meza (2), Mario Vanemerak (k), Jorge A. Comas – Carlos D. Tapia (2, 1k)                             |
| 8 grudnia 1985 | Gimnasia y Esgrima La Plata – Deportivo Español 0:1 Norberto D’Angelo                                                                                                |
| 6 lutego 1986  | Argentinos Juniors – Estudiantes La Plata 4:1 Claudio Borghi (2), Carlos Ereros (2) – Sergio E. Gurrieri mecz rozegrany został na stadionie klubu Ferro Carril Oeste |

### Kolejka 23
| Data            | Mecz |
| --------------- | --- |
| 15 grudnia 1985 | Ferro Carril Oeste – CA Vélez Sarsfield 0:2 Juan J. Meza, Jorge A. Comas                                                         |
| 15 grudnia 1985 | Unión Santa Fe – River Plate 0:3 Luis A. Amuchástegui, Claudio Morresi, Enzo Francescoli (k)                                     |
| 15 grudnia 1985 | Boca Juniors – Gimnasia y Esgrima La Plata 0:0                                                                                   |
| 15 grudnia 1985 | CA Platense – Newell’s Old Boys 0:0                                                                                              |
| 15 grudnia 1985 | CA Temperley – Racing Córdoba 2:0 Oscar A. Aguilar, Mario Finarolli                                                              |
| 15 grudnia 1985 | Instituto Córdoba – Talleres Córdoba 0:0                                                                                         |
| 15 grudnia 1985 | CA Huracán – Chacarita Juniors 2:0 Claudio O. García, Osvaldo Damiano                                                            |
| 15 grudnia 1985 | Estudiantes La Plata – Independiente 2:0 José R. Iglesias, Sergio Gurrieri                                                       |
| 15 grudnia 1985 | San Lorenzo de Almagro – Argentinos Juniors 2:0 Walter Perazzo (2) mecz rozegrany został na stadionie klubu Atlanta Buenos Aires |

### Kolejka 24
| Data            | Mecz |
| --------------- | --- |
| 18 grudnia 1985 | Independiente – San Lorenzo de Almagro 1:0 Ricardo Bochini                                                                           |
| 18 grudnia 1985 | River Plate – Estudiantes La Plata 5:1 Luis A. Amuchástegui, Claudio Morresi (3), Enzo Francescoli – Daniel O. Rodríguez             |
| 18 grudnia 1985 | Chacarita Juniors – Unión Santa Fe 1:0 Oscar A. Fonseca Gomes (k)                                                                    |
| 18 grudnia 1985 | Talleres Córdoba – CA Huracán 1:3 Héctor A. Chazarreta – Osvaldo Damiano (2), Daniel H. Messina                                      |
| 18 grudnia 1985 | Racing Córdoba – Instituto Córdoba 1:2 Víctor H. Ferreyra – Oscar Dertycia, Osvaldo R. Mattei                                        |
| 18 grudnia 1985 | Newell’s Old Boys – CA Temperley 3:2 Jorge W. Theiler (k), Sergio O. Almirón, Ariel Cozzoni – Miguel A. Bordón, Miguel A. Ballejo    |
| 18 grudnia 1985 | CA Vélez Sarsfield – CA Platense 2:0 Mario Vanemerak (2, 2k)                                                                         |
| 18 grudnia 1985 | Gimnasia y Esgrima La Plata – Ferro Carril Oeste 0:0                                                                                 |
| 18 grudnia 1985 | Deportivo Español – Boca Juniors 1:1 Claudio J. Nigretti – Ivar Stafuzza mecz rozegrany został na stadionie klubu Ferro Carril Oeste |

### Kolejka 25
| Data             | Mecz |
| ---------------- | --- |
| 17 stycznia 1986 | Argentinos Juniors – Independiente 3:1 José A. Castro, Mario H. Videla, Claudio Borghi – Edgardo Bauza mecz rozegrany został na stadionie klubu Ferro Carril Oeste |
| 19 stycznia 1986 | San Lorenzo de Almagro – River Plate 0:1 Claudio Morresi mecz rozegrany został na stadionie klubu CA Vélez Sarsfield                                               |
| 19 stycznia 1986 | Ferro Carril Oeste – Deportivo Español 1:0 Luis F. Artime |
| 19 stycznia 1986 | Instituto Córdoba – Newell’s Old Boys 1:2 Ernesto E. Corti – Sergio O. Almirón, Pedro Sánchez s                                                                    |
| 19 stycznia 1986 | Unión Santa Fe – Talleres Córdoba 1:0 Néstor O. Píccoli |
| 19 stycznia 1986 | CA Platense – Gimnasia y Esgrima La Plata 1:3 Alejandro Nannini – Eusebio Espínola, Sergio Merlini, Omar Bastía                                                    |
| 19 stycznia 1986 | Estudiantes La Plata – Chacarita Juniors 1:1 Sergio Gurrieri – Leonardo F. Itabel                                                                                  |
| 19 stycznia 1986 | CA Temperley – CA Vélez Sarsfield 1:0 Miguel A. Ballejo |
| 19 stycznia 1986 | CA Huracán – Racing Córdoba 3:0 Osvaldo Damiano (2), Claudio M. Cabrera                                                                                            |

### Kolejka 26
| Data             | Mecz |
| ---------------- | --- |
| 26 stycznia 1986 | River Plate – Argentinos Juniors 5:4 Luis A. Amuchástegui (2), Enzo Francéscoli (2), Héctor A. Enrique – Mario H. Videla (3, 2k), Carlos Ereros |
| 26 stycznia 1986 | Newell’s Old Boys – CA Huracán 4:0 Gerardo Martino, Ariel Cozzoni (2), Gustavo A. Dezotti                                                       |
| 26 stycznia 1986 | Deportivo Español – CA Platense 0:3 Alejandro Nannini, Claudio Crocco, Raúl Grimoldi                                                            |
| 26 stycznia 1986 | Chacarita Juniors – San Lorenzo de Almagro 1:1 Juan J. Sánchez s – Walter Perazzo                                                               |
| 26 stycznia 1986 | Talleres Córdoba – Estudiantes La Plata 1:0 Pedro R. Magallanes                                                                                 |
| 26 stycznia 1986 | Gimnasia y Esgrima La Plata – CA Temperley 1:1 Oscar Moris s – Adriano T. C. Mendes                                                             |
| 26 stycznia 1986 | Boca Juniors – Ferro Carril Oeste 1:1 Alfredo Graciani – Víctor Marchesini                                                                      |
| 26 stycznia 1986 | CA Vélez Sarsfield – Instituto Córdoba 3:1 Adrián A. Bianchi, Humberto D. Gutiérrez, Jorge A. Comas – Germán Panichelli                         |
| 26 stycznia 1986 | Racing Córdoba – Unión Santa Fe 1:0 Roberto Gasparini (k)                                                                                       |

### Kolejka 27
| Data          | Mecz |
| ------------- | --- |
| 2 lutego 1986 | Independiente – River Plate 1:2 Sergio Bufarini – Carlos Karabín, Claudio Morresi                                                                   |
| 2 lutego 1986 | Unión Santa Fe – Newell’s Old Boys 0:0 |
| 2 lutego 1986 | CA Platense – Boca Juniors 0:2 Alfredo Graciani, Julio J. Olarticoechea                                                                             |
| 2 lutego 1986 | San Lorenzo de Almagro – Talleres Córdoba 4:0 Walter Perazzo (2), Norberto Ortega Sánchez (2) mecz rozegrany został na stadionie klubu Boca Juniors |
| 2 lutego 1986 | CA Temperley – Deportivo Español 0:0 |
| 2 lutego 1986 | Estudiantes La Plata – Racing Córdoba 0:0 |
| 2 lutego 1986 | CA Huracán – CA Vélez Sarsfield 0:0 |
| 2 lutego 1986 | Argentinos Juniors – Chacarita Juniors 2:0 Carlos Ereros, José A. Castro mecz rozegrany został na stadionie klubu Ferro Carril Oeste                |
| 2 lutego 1986 | Instituto Córdoba – Gimnasia y Esgrima La Plata 0:1 Omar Bastía                                                                                     |

### Kolejka 28
| Data          | Mecz                                                                                                   |
| ------------- | --- |
| 9 lutego 1986 | Chacarita Juniors – Independiente 0:2 Ricardo Bochini, José A. Percudani                               |
| 9 lutego 1986 | Talleres Córdoba – Argentinos Juniors 0:0                                                              |
| 9 lutego 1986 | Racing Córdoba – San Lorenzo de Almagro 0:1 Norberto Ortega Sánchez                                    |
| 9 lutego 1986 | Newell’s Old Boys – Estudiantes La Plata 2:1 Jorge W. Theiler (k), Gerardo Martino – José D. Ponce (k) |
| 9 lutego 1986 | Boca Juniors – CA Temperley 1:0 Roberto A. Passucci                                                    |
| 9 lutego 1986 | CA Vélez Sarsfield – Unión Santa Fe 5:0 Adrián A. Bianchi (2), Mario Vanemerak (2, 2k), Juan J. Meza   |
| 9 lutego 1986 | Gimnasia y Esgrima La Plata – CA Huracán 1:2 Gabriel P. Pedrazzi – Héctor M. Herrero, José R. Iglesias |
| 9 lutego 1986 | Ferro Carril Oeste – CA Platense 1:1 Oscar R. Acosta (k) – Luis Abdeneve                               |
| 9 lutego 1986 | Deportivo Español – Instituto Córdoba 1:1 Arsenio R. Benítez s – Arsenio R. Benítez                    |

### Kolejka 29
| Data           | Mecz |
| -------------- | --- |
| 16 lutego 1986 | Estudiantes La Plata – CA Vélez Sarsfield 1:3 Sergio Gurrieri – Adrián A. Bianchi, Juan J. Meza, Humberto D. Gutiérrez                                                                   |
| 16 lutego 1986 | River Plate – Chacarita Juniors 2:0 Enzo Francéscoli, Jorge Villazán |
| 16 lutego 1986 | San Lorenzo de Almagro – Newell’s Old Boys 0:0 mecz rozegrany został na stadionie klubu Boca Juniors                                                                                     |
| 16 lutego 1986 | CA Temperley – Ferro Carril Oeste 2:2 Héctor Cúper s, Roque Erba – Daniel Fernández, Esteban F. González                                                                                 |
| 16 lutego 1986 | Independiente – Talleres Córdoba 1:1 Claudio Marangoni – Oscar Tedini |
| 16 lutego 1986 | Unión Santa Fe – Gimnasia y Esgrima La Plata 0:0 |
| 16 lutego 1986 | Argentinos Juniors – Racing Córdoba 3:3 Mario Olguín, Renato Corsi, Claudio Borghi – Roberto Gasparini (2, 1k), Atilio Oyola mecz rozegrany został na stadionie klubu Ferro Carril Oeste |
| 16 lutego 1986 | CA Huracán – Deportivo Español 4:0 Jorge Vázquez, Claudio O. García (2), Daniel Messina                                                                                                  |
| 16 lutego 1986 | Instituto Córdoba – Boca Juniors 1:1 Miguel Rodríguez – Carlos D. Tapia (k) |

### Kolejka 30
| Data           | Mecz |
| -------------- | --- |
| 22 lutego 1986 | Racing Córdoba – Independiente 1:1 Víctor H. Ferreyra – Ricardo Bochini                                                                                  |
| 23 lutego 1986 | CA Platense – CA Temperley 0:2 Adriano T. C. Mendes, Mario Finarolli                                                                                     |
| 23 lutego 1986 | Ferro Carril Oeste – Instituto Córdoba 1:0 Oscar R. Acosta                                                                                               |
| 23 lutego 1986 | Boca Juniors – CA Huracán 4:3 Ángel G. Hoyos, Alfredo Graciani, José M. Melgar, Carlos D. Tapia – Eduardo A. Papa, Claudio M. Cabrera (k), Ángel Beltrán |
| 23 lutego 1986 | Deportivo Español – Unión Santa Fe 1:0 José L. Rodríguez                                                                                                 |
| 23 lutego 1986 | Gimnasia y Esgrima La Plata – Estudiantes La Plata 1:0 Gabriel P. Pedrazzi                                                                               |
| 23 lutego 1986 | CA Vélez Sarsfield – San Lorenzo de Almagro 0:0 |
| 23 lutego 1986 | Newell’s Old Boys – Argentinos Juniors 1:1 Jorge W. Theiler (k) – Emilio N. Commisso                                                                     |
| 23 lutego 1986 | Talleres Córdoba – River Plate 1:1 Oscar Tedini – Enzo Francéscoli                                                                                       |

### Kolejka 31
| Data           | Mecz |
| -------------- | --- |
| 26 lutego 1986 | San Lorenzo de Almagro – Gimnasia y Esgrima La Plata 3:1 Néstor Saavedra, Norberto Ortega Sánchez, Gustavo Echaniz – Sergio Merlini mecz rozegrany został na stadionie klubu Boca Juniors              |
| 26 lutego 1986 | Chacarita Juniors – Talleres Córdoba 1:1 Jorge Jansa – Miguel A. Oviedo |
| 26 lutego 1986 | Argentinos Juniors – CA Vélez Sarsfield 4:2 Armando Dely Valdes (2), Claudio Borghi, Sergio Batista – Pedro Larraquy, Osvaldo I. Coloccini mecz rozegrany został na stadionie klubu Ferro Carril Oeste |
| 26 lutego 1986 | River Plate – Racing Córdoba 4:0 Enzo Francéscoli (3), Roque R. Alfaro |
| 26 lutego 1986 | Unión Santa Fe – Boca Juniors 0:0 |
| 26 lutego 1986 | CA Huracán – Ferro Carril Oeste 3:3 Daniel Messina, Claudio M. Cabrera (2) – Víctor Marchesini, Sergio F. Vázquez, Gustavo J. Acosta                                                                   |
| 26 lutego 1986 | Independiente – Newell’s Old Boys 0:1 Roberto Viglione |
| 26 lutego 1986 | Estudiantes La Plata – Deportivo Español 1:2 Walter J. Fernández – Luis A. Correa, José L. Rodríguez                                                                                                   |
| 26 lutego 1986 | Instituto Córdoba – CA Platense 3:1 Roberto Brunetto, Oscar Dertycia (2) – Carlos A. Alfaro Moreno |

### Kolejka 32
| Data         | Mecz |
| ------------ | --- |
| 2 marca 1986 | CA Temperley – Instituto Córdoba 1:0 Darío Siviski                                                                     |
| 2 marca 1986 | CA Vélez Sarsfield – Independiente 0:0                                                                                 |
| 2 marca 1986 | CA Platense – CA Huracán 3:1 Alejandro Nannini (2), Carlos A. Alfaro Moreno – José R. Iglesias                         |
| 2 marca 1986 | Gimnasia y Esgrima La Plata – Argentinos Juniors 2:2 Gabriel P. Pedrazzi (2) – Emilio N. Commisso, Mario H. Videla (k) |
| 2 marca 1986 | Deportivo Español – San Lorenzo de Almagro 1:0 Luis R. Moreno                                                          |
| 2 marca 1986 | Ferro Carril Oeste – Unión Santa Fe 1:0 Héctor Cúper (k)                                                               |
| 2 marca 1986 | Newell’s Old Boys – River Plate 1:1 Sergio O. Almirón – Oscar A. Ruggeri                                               |
| 2 marca 1986 | Boca Juniors – Estudiantes La Plata 3:1 Enrique Hrabina, Carlos D. Tapia, Jorge Rinaldi – Alejandro Sabella            |
| 2 marca 1986 | Racing Córdoba – Chacarita Juniors 2:1 Víctor H. Ferreyra, Miguel A. Barrios (k) – Oscar Fonseca Gómes                 |

### Kolejka 33
| Data         | Mecz |
| ------------ | --- |
| 9 marca 1986 | Estudiantes La Plata – Ferro Carril Oeste 1:0 Walter J. Fernández |
| 9 marca 1986 | Argentinos Juniors – Deportivo Español 3:1 José A. Castro, Carlos Ereros (2) – Fabio D. Andrada mecz rozegrany został na stadionie klubu Ferro Carril Oeste |
| 9 marca 1986 | Talleres Córdoba – Racing Córdoba 1:2 Miguel A. Oviedo (k) – Atilio Oyola, Víctor H. Ferreyra |
| 9 marca 1986 | San Lorenzo de Almagro – Boca Juniors 0:0 mecz rozegrany został na stadionie klubu CA Vélez Sarsfield |
| 9 marca 1986 | Independiente – Gimnasia y Esgrima La Plata 0:0 |
| 9 marca 1986 | River Plate – CA Vélez Sarsfield 3:0 Widzowie: 35 264 Sędzia: Vigliano Bramki 1:0 Héctor A. Enrique 55, 2:0 Néstor R. Gorosito 88, 3:0 Enzo Francéscoli 89k Czerwone kartki: F.Vázquez 66 Club Atlético River Plate: N.Pumpido – J.Gordillo, N.Gutiérrez, O.Ruggeri, A.Montenegro – Héctor A. Enrique, R.Gallego, R.Alfaro (Néstor R. Gorosito), C.Morresi – Amuchástegui (N.Alonso), Enzo Francéscoli. Trener: Héctor R. Veira. Club Atlético Vélez Sarsfield: J.Bartero – Bujedo, Larraquy, Cucciuffo, Macat – Vanemerak, Coloccini, F.Vázquez, Meza (A.Bianchi) – D.Gutiérrez (E.Hernández), Jorge Comas. Trener: José Yudica. |
| 9 marca 1986 | CA Huracán – CA Temperley 2:1 Héctor M. Herrero, Jorge Romero – Darío Siviski |
| 9 marca 1986 | Chacarita Juniors – Newell’s Old Boys 0:1 Sergio O. Almirón |
| 9 marca 1986 | Unión Santa Fe – CA Platense 3:0 Osvaldo Scigliano s, Pablo Cárdenas, Jorge J. Gutiérrez |

### Kolejka 34
| Data          | Mecz |
| ------------- | --- |
| 16 marca 1986 | Deportivo Español – Independiente 2:1 José A. Batista, Fabio D. Andrada – José A. Percudani                                            |
| 16 marca 1986 | Ferro Carril Oeste – San Lorenzo de Almagro 4:0 Esteban F. González (2), Oscar R. Acosta (k), Daniel Fernández                         |
| 16 marca 1986 | Newell’s Old Boys – Talleres Córdoba 3:3 Gustavo Dezotti (2), Roberto Viglione – Víctor H. Heredia, Oscar Tedini (2)                   |
| 16 marca 1986 | CA Platense – Estudiantes La Plata 2:1 Alfredo Llane s, Alejandro Nannini – Sergio Gurrieri                                            |
| 16 marca 1986 | Boca Juniors – Argentinos Juniors 3:2 Alfredo Graciani, Carlos D. Tapia, Jorge N. Higuaín – Jorge M. Olguín, José A. Castro            |
| 16 marca 1986 | Instituto Córdoba – CA Huracán 0:3 José R. Iglesias (3)                                                                                |
| 16 marca 1986 | CA Vélez Sarsfield – Chacarita Juniors 4:1 Humberto D. Gutiérrez, Mario Vanemerak, Pedro Larraquy, Juan J. Meza – Oscar Fonseca Gomes  |
| 16 marca 1986 | CA Temperley – Unión Santa Fe 3:3 Adriano T. Custodio Mendes (2), Christian Guaita – Julio C. Jiménez, Néstor Píccoli, Fernando H. Alí |
| 16 marca 1986 | Gimnasia y Esgrima La Plata – River Plate 0:1 Luis A. Amuchástegui                                                                     |

### Kolejka 35
| Data          | Mecz |
| ------------- | --- |
| 19 marca 1986 | River Plate – Deportivo Español 0:1 José L. Rodríguez |
| 19 marca 1986 | Argentinos Juniors – Ferro Carril Oeste 0:0 mecz rozegrany został na stadionie klubu Ferro Carril Oeste                                                                               |
| 19 marca 1986 | San Lorenzo de Almagro – CA Platense 3:3 Néstor Saavedra (2), Walter Perazzo – Alejandro Nannini (2), Miguel A. Gambier mecz rozegrany został na stadionie klubu Atlanta Buenos Aires |
| 19 marca 1986 | Talleres Córdoba – CA Vélez Sarsfield 1:1 Pedro R. Magallanes – Adrián A. Bianchi |
| 19 marca 1986 | Independiente – Boca Juniors 0:4 Jorge Rinaldi, Carlos D. Tapia (2), Alfredo Graciani                                                                                                 |
| 19 marca 1986 | Unión Santa Fe – Instituto Córdoba 1:1 Pablo Cárdenas – Jorge L. L. Gabrich |
| 19 marca 1986 | Estudiantes La Plata – CA Temperley 2:1 Walter J. Fernández, Alejandro Sabella – Juan C. Cabrera                                                                                      |
| 19 marca 1986 | Racing Córdoba – Newell’s Old Boys 0:3 Gustavo Dezotti, Gerardo Martino, Roberto Viglione                                                                                             |
| 23 marca 1986 | Chacarita Juniors – Gimnasia y Esgrima La Plata 1:1 Oscar Fonseca Gomes (k) – Carlos A. Carrió                                                                                        |

### Kolejka 36
| Data            | Mecz |
| --------------- | --- |
| 6 kwietnia 1986 | Boca Juniors – River Plate 0:2 Norberto Alonso (2)                                                                       |
| 6 kwietnia 1986 | Deportivo Español – Chacarita Juniors 2:1 José L. Rodríguez (2) – Oscar Fonseca Gomes                                    |
| 6 kwietnia 1986 | Ferro Carril Oeste – Independiente 0:2 José A. Percudani, Ricardo Bochini                                                |
| 6 kwietnia 1986 | CA Platense – Argentinos Juniors 0:2 Hugo H. Maradona, Emilio N. Commisso                                                |
| 6 kwietnia 1986 | CA Vélez Sarsfield – Racing Córdoba 1:1 Eduardo Hernández – Atilio Oyola (k)                                             |
| 6 kwietnia 1986 | CA Temperley – San Lorenzo de Almagro 2:3 Miguel A. Ballejo, Darío Siviski – Walter Perazzo (2), Norberto Ortega Sánchez |
| 6 kwietnia 1986 | Gimnasia y Esgrima La Plata – Talleres Córdoba 1:1 Carlos A. Carrió – Walter Fiori                                       |
| 6 kwietnia 1986 | Instituto Córdoba – Estudiantes La Plata 2:1 Osvaldo M. Márquez, Oscar Dertycia – José D. Ponce                          |
| 6 kwietnia 1986 | CA Huracán – Unión Santa Fe 0:1 Fernando H. Alí                                                                          |

### Kolejka 37
| Data             | Mecz |
| ---------------- | --- |
| 11 kwietnia 1986 | San Lorenzo de Almagro – Instituto Córdoba 2:3 Norberto Ortega Sánchez, Alexis Noble – Osvaldo M. Márquez, Jorge L. L. Gabrich, Néstor A. De Vicente                      |
| 13 kwietnia 1986 | Argentinos Juniors – CA Temperley 3:2 Mario H. Videla (2, 1k), José A. Castro – Darío Siviski, Roque Erba (k) mecz rozegrany został na stadionie klubu Ferro Carril Oeste |
| 13 kwietnia 1986 | Independiente – CA Platense 2:2 José A. Percudani, Alejandro E. Barberón – Alejandro Nannini (2, 1k)                                                                      |
| 13 kwietnia 1986 | Talleres Córdoba – Deportivo Español 2:0 Amadeo Gasparini (2) |
| 13 kwietnia 1986 | Estudiantes La Plata – CA Huracán 2:3 Sergio Gurrieri, José D. Ponce (k) – Héctor M. Herreo, José R. Iglesias                                                             |
| 13 kwietnia 1986 | Racing Córdoba – Gimnasia y Esgrima La Plata 0:0 |
| 13 kwietnia 1986 | Newell’s Old Boys – CA Vélez Sarsfield 3:2 Roberto Viglione, Ariel Cozzoni, Gerardo Martino – Humberto D. Gutiérrez, Juan J. Meza                                         |
| 13 kwietnia 1986 | Chacarita Juniors – Boca Juniors 1:3 Leonardo F. Itabel – Carlos D. Tapia (3, 1k)                                                                                         |
| 13 kwietnia 1986 | River Plate – Ferro Carril Oeste 1:1 Norberto Alonso (k) – Víctor Marchesini                                                                                              |

### Kolejka 38
| Data             | Mecz |
| ---------------- | --- |
| 20 kwietnia 1986 | Instituto Córdoba – Argentinos Juniors 0:0 |
| 20 kwietnia 1986 | CA Temperley – Independiente 1:3 Juan C. Cabrera – Marcelo Carrera (2), Claudio Marangoni                                                                           |
| 20 kwietnia 1986 | CA Huracán – San Lorenzo de Almagro 1:1 José R. Iglesias – Blas A. Giunta                                                                                           |
| 20 kwietnia 1986 | CA Platense – River Plate 4:4 Osvaldo Scigliano, Alejandro Nannini (k), Miguel A. Gambier, Raúl Grimoldi – Claudio Morresi (2), Norberto Alonso, Ramón M. Centurión |
| 20 kwietnia 1986 | Ferro Carril Oeste – Chacarita Juniors 2:0 Sergio F. Vázquez, Gustavo J. Acosta                                                                                     |
| 20 kwietnia 1986 | Boca Juniors – Talleres Córdoba 2:4 Jorge N. Higuaín, Claudio A. Scalise – Miguel A. Oviedo (k), Walter Fiori, Víctor H. Heredia, Aníbal F. Muggione                |
| 20 kwietnia 1986 | Unión Santa Fe – Estudiantes La Plata 2:2 Fernando H. Alí (2) – Alejandro Russo (2)                                                                                 |
| 20 kwietnia 1986 | Gimnasia y Esgrima La Plata – Newell’s Old Boys 1:1 Osvaldo Ingrao – Ariel O. Cozzoni                                                                               |
| 20 kwietnia 1986 | Deportivo Español – Racing Córdoba 1:0 José L. Rodríguez |

### Końcowa tabela sezonu 1985/86
| Poz | Klub                        | Mecze | Zw | Rem | Por | Pkt | BrZd | BrStr |
| --- | --------------------------- | ----- | -- | --- | --- | --- | ---- | ----- |
| 1   | River Plate                 | 36    | 23 | 10  | 3   | 56  | 74   | 26    |
| 2   | Newell’s Old Boys           | 36    | 15 | 16  | 5   | 46  | 46   | 30    |
| 3   | Deportivo Español           | 36    | 18 | 10  | 8   | 46  | 41   | 35    |
| 4   | Argentinos Juniors          | 36    | 16 | 12  | 8   | 44  | 47   | 39    |
| 5   | Boca Juniors                | 36    | 14 | 13  | 9   | 41  | 57   | 47    |
| 6   | Ferro Carril Oeste          | 36    | 12 | 16  | 8   | 40  | 45   | 33    |
| 7   | San Lorenzo de Almagro      | 36    | 14 | 12  | 10  | 40  | 43   | 33    |
| 8   | Talleres Córdoba            | 36    | 10 | 17  | 9   | 37  | 43   | 37    |
| 9   | Independiente               | 36    | 15 | 6   | 15  | 36  | 38   | 36    |
| 10  | Gimnasia y Esgrima La Plata | 36    | 9  | 18  | 9   | 36  | 29   | 35    |
| 11  | Instituto Córdoba           | 36    | 11 | 13  | 12  | 35  | 33   | 33    |
| 12  | CA Vélez Sarsfield          | 36    | 11 | 12  | 13  | 34  | 48   | 48    |
| 13  | CA Huracán                  | 36    | 10 | 12  | 14  | 32  | 44   | 47    |
| 14  | Unión Santa Fe              | 36    | 9  | 13  | 14  | 31  | 27   | 38    |
| 15  | CA Temperley                | 36    | 8  | 13  | 15  | 29  | 44   | 60    |
| 16  | Estudiantes La Plata        | 36    | 10 | 7   | 19  | 27  | 33   | 47    |
| 17  | CA Platense                 | 36    | 7  | 13  | 16  | 27  | 37   | 55    |
| 18  | Racing Córdoba              | 36    | 6  | 14  | 16  | 26  | 31   | 52    |
| 19  | Chacarita Juniors           | 36    | 5  | 11  | 20  | 21  | 24   | 53    |

### Klasyfikacja strzelców bramek 1985/86
| Gole | Piłkarz          | Klub                   |
| ---- | ---------------- | ---------------------- |
| 25   | Enzo Francescoli | River Plate            |
| 19   | Walter Perazzo   | San Lorenzo de Almagro |
| 17   | Reicardo Tapia   | Boca Juniors           |
| 16   | Claudio Morresi  | River Plate            |
| 14   | José Rodríguez   | Deportivo Español      |

## Liguilla Pre-Libertadores 1985/1986
- CA Vélez Sarsfield zakwalifikował się do turnieju jako wicemistrz mistrzostw Nacional w 1985 roku
- 6 klubów zakwalifikowało się z turnieju drużyn prowincjonalnych
- z pierwszej ligi zakwalifikowało się 5 najlepszych klubów (nie licząc mistrza Argentyny River Plate i obrońcy tytułu Copa Libertadores Argentinos Juniors)

### 1/8 finału
| Data             | Mecz |
| ---------------- | --- |
| 27 kwietnia 1986 | Alianza Cutral-Có – Boca Juniors 1:2 González – Graciani, Higuaín |
| 27 kwietnia 1986 | Concepción – CA Vélez Sarsfield 0:3 Hernández, Vanemerak, Bianchi |
| 27 kwietnia 1986 | Ferro Carril Oeste – Güemes Santiago del Estero 2:1 E.González(2) – Paz                                                                                                 |
| 27 kwietnia 1986 | San Lorenzo de Almagro – Guaraní Antonio Franco Posadas 4:1 Perazzo, Insúa, Giovagnoli, Ortega Sánchez – Ferreyra mecz rozegrany został na stadionie klubu Boca Juniors |
| 4 maja 1986      | Boca Juniors – Alianza Cutral-Có 2:1 Krasouski, Stafuza – E.Sánchez Awans: Boca Juniors                                                                                 |
| 4 maja 1986      | Guaraní Antonio Franco Posadas – San Lorenzo de Almagro 0:3 Ortega Sánchez, Madelón, Bica Awans: San Lorenzo de Almagro                                                 |
| 4 maja 1986      | Güemes Santiago del Estero – Ferro Carril Oeste 1:2 J.Pérez – E.González, Artime mecz rozegrany został na stadionie klubu Mitre Awans: Ferro Carril Oeste               |
| 4 maja 1986      | CA Vélez Sarsfield – Concepción 2:1 Gutierrez, Hernández – Uribio Awans: CA Vélez Sarsfield                                                                             |

### 1/4 finału
| Data         | Mecz |
| ------------ | --- |
| 11 maja 1986 | Belgrano Córdoba – Newell’s Old Boys 1:3 Scatolaro – Llop, Sen, Cozzoni                                                                              |
| 11 maja 1986 | Boca Juniors – Olimpo Bahía Blanca 1:1 Passucci – Schmidt                                                                                            |
| 11 maja 1986 | Deportivo Español – Ferro Carril Oeste 0:0 |
| 11 maja 1986 | CA Vélez Sarsfield – San Lorenzo de Almagro 1:1 Hernández – Alul                                                                                     |
| 18 maja 1986 | Ferro Carril Oeste – Deportivo Español 4:1 E.González(2), Artime, Cuper – Rodriguez Awans: Ferro Carril Oeste                                        |
| 18 maja 1986 | Newell’s Old Boys – Belgrano Córdoba 2:1 Dezotti, Cozzoni – Celiz Awans: Newell’s Old Boys                                                           |
| 18 maja 1986 | Olimpo Bahía Blanca – Boca Juniors 2:3 (dog) Di Pietri, Stach – Torres(2), Rinaldi Awans: Boca Juniors                                               |
| 18 maja 1986 | San Lorenzo de Almagro – CA Vélez Sarsfield 0:0 (dog), karne 4:3 mecz rozegrany został na stadionie klubu Boca Juniors Awans: San Lorenzo de Almagro |

### 1/2 finału
| Data           | Mecz |
| -------------- | --- |
| 25 maja 1986   | Newell’s Old Boys – Ferro Carril Oeste 1:0 Cozzoni                                                                          |
| 25 maja 1986   | San Lorenzo de Almagro – Boca Juniors 1:2 Perazzo – Graciani, Passucci mecz rozegrany został na stadionie klubu River Plate |
| 29 maja 1986   | Ferro Carril Oeste – Newell’s Old Boys 1:1 Fantaguzzi – Dezotti Awans: Newell’s Old Boys                                    |
| 1 czerwca 1986 | Boca Juniors – San Lorenzo de Almagro 0:0 Awans: Boca Juniors                                                               |

### Finał
| Data            | Mecz                                                                 |
| --------------- | -------------------------------------------------------------------- |
| 8 czerwca 1986  | Boca Juniors – Newell’s Old Boys 0:2 Martino(2)                      |
| 15 czerwca 1986 | Newell’s Old Boys – Boca Juniors 1:4 Sialle – Graciani(2), Torres(2) |

Boca Juniors jako zwycięzca Liguilla Pre-Libertadores wraz z mistrzem Argentyny River Plate zakwalifikował się do Copa Libertadores 1986.

## Tabela spadkowa 1985/1986
Tabela powstała na podstawie wyników sezonu 1985/86 oraz 1984 Metropolitana i 1983 Metropolitana
| Poz | Klub                        | 1983M pkt | 1984M pkt | 1985/86 pkt | Razem pkt | Sezony | Średnia |
| --- | --------------------------- | --------- | --------- | ----------- | --------- | ------ | ------- |
| 1   | Deportivo Español           | 0         | 0         | 46          | 46        | 1      | 46.00   |
| 2   | Ferro Carril Oeste          | 46        | 50        | 40          | 136       | 3      | 45.33   |
| 3   | Argentinos Juniors          | 36        | 51        | 44          | 131       | 3      | 43.67   |
| 4   | River Plate                 | 29        | 43        | 56          | 128       | 3      | 42.67   |
| 5   | San Lorenzo de Almagro      | 47        | 37        | 40          | 124       | 3      | 41.33   |
| 6   | CA Vélez Sarsfield          | 44        | 42        | 34          | 120       | 3      | 40.00   |
| 7   | Newell’s Old Boys           | 35        | 38        | 46          | 119       | 3      | 39.67   |
| 8   | Independiente               | 48        | 31        | 36          | 115       | 3      | 38.33   |
| 9   | Estudiantes La Plata        | 38        | 48        | 27          | 113       | 3      | 37.67   |
| 10  | Boca Juniors                | 37        | 30        | 41          | 108       | 3      | 36.00   |
| 11  | Gimnasia y Esgrima La Plata | 0         | 0         | 36          | 36        | 1      | 36.00   |
| 12  | Talleres Córdoba            | 33        | 34        | 37          | 104       | 3      | 34.67   |
| 13  | Instituto Córdoba           | 35        | 33        | 35          | 103       | 3      | 34.33   |
| 14  | Unión Santa Fe              | 38        | 30        | 31          | 99        | 3      | 33.00   |
| 15  | Racing Córdoba              | 27        | 43        | 26          | 96        | 3      | 32.00   |
| 16  | CA Platense                 | 34        | 33        | 27          | 94        | 3      | 31.33   |
| 17  | CA Temperley                | 33        | 31        | 29          | 93        | 3      | 31.00   |
| 18  | CA Huracán                  | 32        | 27        | 32          | 91        | 3      | 30.33   |
| 19  | Chacarita Juniors           | 0         | 34        | 21          | 55        | 2      | 27.50   |

## Octogonal 1986
W turnieju wzięło udział 7 najlepszych klubów drugiej ligi i przedostatni klub z ligi pierwszej.

### 1/4 finału
| Data           | Mecz |
| -------------- | --- |
| 4 czerwca 1986 | CA Huracán – Club Atlético Lanús 2:0 Héctor M. Herrero, Claudio O. García mecz rozegrany został na stadionie klubu Ferro Carril Oeste                                                                 |
| 4 czerwca 1986 | Los Andes Buenos Aires – Armenio Buenos Aires 1:0 Ariel Cuffaro Russo mecz rozegrany został na stadionie klubu Independiente                                                                          |
| 4 czerwca 1986 | CA Banfield – Defensa y Justicia Buenos Aires 2:0 Miguel R. Hernández (2) mecz rozegrany został na stadionie klubu Atlanta                                                                            |
| 4 czerwca 1986 | Deportivo Italiano Buenos Aires – CA Tigre 2:0 Héctor Rivoira, Daniel Díaz mecz rozegrany został na stadionie klubu River Plate                                                                       |
| 7 czerwca 1986 | Club Atlético Lanús – CA Huracán 2:3 Rubén A. Rojas, José T. Serrizuela – Daniel Messina, Claudio O. García, Héctor M. Herrero mecz rozegrany został na stadionie klubu River Plate Awans: CA Huracán |
| 7 czerwca 1986 | Armenio Buenos Aires – Los Andes Buenos Aires 2:2(dog) Julio Vaccari, Rubén E. Gallardo – Víctor H. Alarcón (2) mecz rozegrany został na stadionie klubu Atlanta Awans: Los Andes Buenos Aires        |
| 7 czerwca 1986 | Defensa y Justicia Buenos Aires – CA Banfield 2:2 Fernando Donaires, Claudio Pérez – Miguel R. Hernández (2) mecz rozegrany został na stadionie klubu Independiente Awans: CA Banfield                |
| 7 czerwca 1986 | CA Tigre – Deportivo Italiano Buenos Aires 1:2 Raúl Chaparro – Alfredo Gómez, Daniel A. Godoy mecz rozegrany został na stadionie klubu Ferro Carril Oeste Awans: Deportivo Italiano Buenos Aires      |

### 1/2 finału
| Data            | Mecz |
| --------------- | --- |
| 11 czerwca 1986 | CA Huracán – Los Andes Buenos Aires 1:0 Claudio O. García mecz rozegrany został na stadionie klubu Vélez Sarsfield |
| 11 czerwca 1986 | Deportivo Italiano Buenos Aires – CA Banfield 1:1 Carlos R. Salas – Miguel R. Hernández mecz rozegrany został na stadionie klubu Ferro Carril Oeste |
| 14 czerwca 1986 | Los Andes Buenos Aires – CA Huracán 1:3 Luis A. Escobedo – Eduardo A. Papa, Carlos O. Torino, José R. Iglesias mecz rozegrany został na stadionie klubu Independiente Awans: CA Huracán |
| 14 czerwca 1986 | CA Banfield – Deportivo Italiano Buenos Aires 0:0, karne 3:4 karne: Juan C. Segovia (+), Guillermo Trama (+), Marcelo A. Benítez (+), Horacio García (obronił Alejandro Lanari), Abel Alves (obronił Alejandro Lanari) – Manuel Pereyra (+), Marcos Capocetti (+), Alfredo Albariño (+), Víctor A. Lucero (+), Daniel A. Godoy (-) mecz rozegrany został na stadionie klubu Vélez Sarsfield Awans: Deportivo Italiano Buenos Aires |

### Finał
| Data            | Mecz |
| --------------- | --- |
| 18 czerwca 1986 | Deportivo Italiano Buenos Aires – CA Huracán 1:0 Alfredo Gómez mecz rozegrany został na stadionie klubu Ferro Carril Oeste |
| 21 czerwca 1986 | CA Huracán – Deportivo Italiano Buenos Aires 2:1 Eduardo A. Papa, José R. Iglesias – Víctor A. Lucero mecz rozegrany został na stadionie klubu Vélez Sarsfield |
| 24 czerwca 1986 | Deportivo Italiano Buenos Aires – CA Huracán 2:2, karne 4:2 Eduardo A. Papa, Claudio O. García – Daniel Díaz, Víctor A. Lucero karne: Carlos R. Salas (+), Daniel A. Godoy (+), Pablo Gioffré (+), Alfredo Albariño (+) – Claudio García (+), Carlos Torino (+), Jorge Corrado (-), Marcelo Bottari (obronił Alejandro Lanari) mecz rozegrany został na stadionie klubu Vélez Sarsfield |

Do pierwszej ligi w miejsce klubu CA Huracán awansował klub Deportivo Italiano Buenos Aires.